# Who Says You Can't Go Home
Who Says You Can't Go Home is een nummer van de Amerikaanse rockband Bon Jovi uit 2006. Het is de derde single van hun negende studioalbum Have a Nice Day. In dit nummer zoekt Bon Jovi vooral de countryrock op, wat ze eerder niet vaak deden.
Het nummer had wereldwijd niet heel veel succes. In de Amerikaanse Billboard Hot 100 haalde het een 23e positie. In de Nederlandse Top 40 kwam het niet verder dan nummer 31, en in Vlaanderen haalde het de hitlijsten niet.